# Spigelia splendens
Spigelia splendens är en tvåhjärtbladig växtart som beskrevs av Hort. Wendl. och William Jackson Hooker. Spigelia splendens ingår i släktet Spigelia och familjen Loganiaceae. Inga underarter finns listade i Catalogue of Life.